# Bandar Negeri (Labuhan Maringgai)
Bandar Negeri is een bestuurslaag in het regentschap Lampung Timur van de provincie Lampung, Indonesië. Bandar Negeri telt 3847 inwoners (volkstelling 2010).